# LINDBERG III
『LINDBERG III』（リンドバーグ・スリー）は、LINDBERGの3枚目のオリジナル・アルバム。
1990年4月21日発売。発売元は徳間ジャパンのジャパンレコーズレーベル。

## 解説
「今すぐKiss Me」、「JUMP」の2ヶ月連続シングルリリースを経て、前作『LINDBERG II』から僅か5ヶ月でリリースされた。
LINDBERG は本作を含めて1年間でオリジナル・アルバム3枚を発表したことになる。
「JUMP」は既に前作『LINDBERG II』に収録されていることもあり、本作には未収録。
ファンクラブの名称でもある「LITTLE WING」は本作の1曲目に収録。
ドラムの小柳"cherry"昌法は本作から作曲に参加するようになった。
メンバーは、当時のインタビューで「自信作」と述べている。

## チャート成績
シングル「今すぐKiss Me」の大ヒットの影響もあり、オリコンチャートでは、初登場3位を記録。その後も、3週目、5週目に1位を獲得し、最終的には60万枚以上を売り上げる大ヒットを記録した。

## 逸話
GLAYのTAKUROが、発売当時に本作をCDが割れるぐらい聴いて、色々なことを知ったと語っている。

## 収録曲
| 全作詞: 渡瀬マキ（特記以外）、全編曲: LINDBERG・須貝幸生・神長弘一（特記以外）。 |                                                                          |                       |          |      |
| #                                                                                | タイトル                                                                 | 作詞                  | 作曲     | 時間 |
| 1.                                                                               | 「LITTLE WING ～Spirit of LINDBERG～」                                   | 渡瀬マキ （特記以外） | 川添智久 | 4:10 |
| 2.                                                                               | 「RUSH LIFE」                                                            | 渡瀬マキ （特記以外） | 川添智久 | 3:37 |
| 3.                                                                               | 「今すぐKiss Me (ALBUM MIX)」(作詞: 朝野深雪 / 編曲: LINDBERG・井上龍仁) | 渡瀬マキ （特記以外） | 平川達也 | 3:57 |
| 4.                                                                               | 「ROLLING DAYS」(作詞: 朝野深雪)                                         | 渡瀬マキ （特記以外） | 平川達也 | 4:47 |
| 5.                                                                               | 「TOUCH DOWN」(作詞: 西脇淳子)                                           | 渡瀬マキ （特記以外） | 平川達也 | 3:59 |
| 6.                                                                               | 「VOICE OF ANGEL」                                                       | 渡瀬マキ （特記以外） | 小柳昌法 | 4:11 |
| 7.                                                                               | 「MODERN GIRL」                                                          | 渡瀬マキ （特記以外） | 川添智久 | 4:22 |
| 8.                                                                               | 「YOU BELONG TO ME」                                                     | 渡瀬マキ （特記以外） | 川添智久 | 4:01 |
| 9.                                                                               | 「SILVER MOON」                                                          | 渡瀬マキ （特記以外） | 平川達也 | 4:40 |
| 10.                                                                              | 「忘れないで」                                                           | 渡瀬マキ （特記以外） | 平川達也 | 3:47 |
| 11.                                                                              | 「READY GO!」(作詞: 朝野深雪)                                            | 渡瀬マキ （特記以外） | 川添智久 | 3:41 |
| 12.                                                                              | 「RAINY DAY」                                                            | 渡瀬マキ （特記以外） | 小柳昌法 | 4:19 |
| 合計時間:                                                                        | 合計時間:                                                                | 合計時間:             | 49:31    |      |

### 楽曲解説
1. LITTLE WING ～Spirit of LINDBERG～
  - 共同石油CM曲。
  - ライブの定番曲であり、ファンクラブの名称ともなった。
  - BSフジのスポーツ情報番組『お台場バドミントン学園』（2019年5月 - 、司会：潮田玲子、内田嶺衣奈）テーマ曲にも使用。
  - 2016年のテレビアニメ『ブレイブウィッチーズ』ではカバー版がエンディングテーマとして使われている。
2. RUSH LIFE
3. 今すぐKiss Me (ALBUM MIX)
  - 1990年のフジテレビ系月9テレビドラマ「世界で一番君が好き!」主題歌として使用され最大のヒットを記録した、2ndシングル曲のアルバム・ミキシング・ヴァージョン（シングルではフェードアウトされる）。
  - 2007年の映画「バブルへGO!! タイムマシンはドラム式」では劇中使用曲として使われた。
4. ROLLING DAYS
5. TOUCH DOWN
  - ファミリーマートCM曲。
6. VOICE OF ANGEL
7. MODERN GIRL
8. YOU BELONG TO ME
  - アルペン'90CM曲。
9. SILVER MOON
10. 忘れないで
11. READY GO!
12. RAINY DAY

## 関連作品
- GOLDEN☆BEST リンドバーグ EARLY FLIGHT